# Міжнародна федерація плавання
Міжнародна аматорська федерація плавання (фр. Fédération internationale de natation, скор. FINA, в українській транслітерації ФІНА) — організація, що об'єднує більшість національних плавальних федерацій, визначає основні напрямки розвитку деяких (найпопулярніших) водних видів спорту, зараз це: плавання, стрибки у воду, синхронне плавання, водне поло, плавання на відкритій воді. Під егідою ФІНА проводиться Чемпіонат світу з водних видів спорту та інші міжнародні змагання. Штаб-квартира ФІНА знаходиться в швейцарському місті Лозанна. ФІНА офіційно визнана МОК і є одним з його партнерів у проведенні змагань з плавальним видів спорту в рамках Олімпійських ігор. У цей час членами організації є 201 національна плавальна федерація.

## Історія
Організація була заснована 19 червня 1908 року в Лондоні, Велика Британія, відразу після закінчення Літніх Олімпійських ігор 1908, з метою об'єднання зусиль по стандартизації правил і нормативів проведення змагань в найпопулярніших водних видах спорту. Біля витоків створення організації стояли національні плавальні федерації: Бельгії, Великої Британії, Угорщини, Німеччини, Данії, Фінляндії, Франції і Швеції.

## Змагання під егідою ФІНА
- Чемпіонат світу з водних видів спорту
- Чемпіонат світу з плавання в 25-метрових басейнах
- Молодіжний чемпіонат світу з плавання
- Чемпіонат світу зі стрибків у воду серед юніорів
- Чемпіонат світу з плавання на відкритій воді
- Чемпіонат світу з плавання серед ветеранів

Крім цього, при безпосередній участі ФІНА проводиться ряд щорічних спортивних турнірів, в яких організація виступає спонсором, це:
- Кубок світу ФІНА з плавання
- Кубок світу зі стрибків у воду
- Світова серія ФІНА зі стрибків у воду
- Світова ліга водного поло
- Кубок світу ФІНА з водного поло
- Кубок світу по марафонських запливах

## Члени організації
Станом на листопад 2017 року, членами організації є 209 національних плавальних федерацій. Останніми в ряди організації були прийняті національні плавальні федерації Бутану і Ангільї. Структурно ФІНА розділена на 5 конфедерацій, що займаються управлінням плавальними змаганнями на рівні континентів і регіонів усього світу. Національні федерації є одночасно членами ФІНА і своєї регіональної конфедерації. 
- Азія (45): Любительська федерація плавання Азії
- Америка (45): Любительський плавальний союз Америки
- Африка (52): Африканська плавальна конфедерація
- Європа (52): Ліга європейського плавання
- Океанія (15): Плавальна асоціація Океанії

Примітка: Кількість національних федерацій, проставлені в дужках, перед назвою регіональної об'єднує організації, вказує на кількість федерацій в межах географічної області, і не завжди збігається з кількістю федерацій всередині регіональної об'єднує організації.

## Офіційні партнери організації
- Myrtha Pools
- Nikon
- Omega SA
- Speedo
- Yakult
- Arena

## Вторгнення Росії в Україну (2022)
«FINA рішуче засуджує вторгнення Росії в Україну та хоче підтвердити свою відданість підтримці Української федерації плавання, стрибків у воду та артистичного плавання під час підготовки до майбутніх змагань», - заявили у міжнародній федерації. 
Зокрема, через агресію проти України представники РФ та Білорусі відсторонені від чемпіонату світу з водних видів, який відбуватиметься у Будапешті (Угорщина) з 18 червня до 3 липня 2022 року.
Крім цього, в російського міста Казань відібрали право проведення чемпіонату світу з плавання на короткій воді 2022 року, який воно мало приймати 17-22 грудня
.